# オスナブリュック中央駅

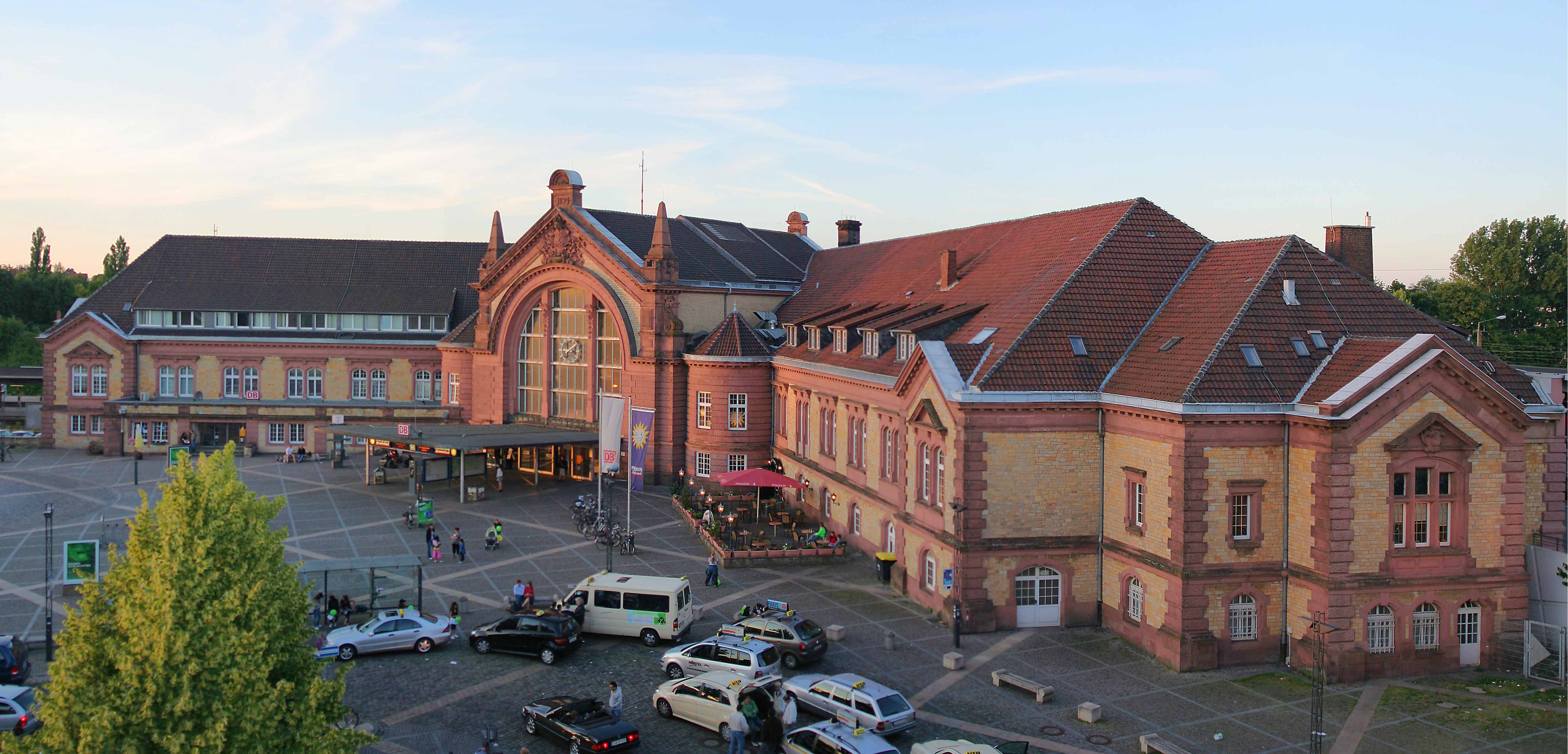
オスナブリュック中央駅

オスナブリュック中央駅 (オスナブリュックちゅうおうえき、Osnabrück Hauptbahnhof) は、ドイツのニーダーザクセン州の都市であるオスナブリュックの中心となる駅。

## 概要
ドイツ有数の鉄道交通の要衝として、多くの人で賑わう。ドイツ鉄道とノルトヴェストバーン（NordWestBahn）が利用できる。優等列車であるICEやIC（インターシティ）、国際優等列車であるEC（ユーロシティ）も停車する。1895年開業。駅には売店やインビス、ビリヤード場などが併設されており、インスタント証明写真機も設置されている。バスターミナルともなっている駅前には郵便局などがある。

## 構造
立体交差駅である。上部ホームの1-5番線は長距離列車用、下部ホームの11-14番線は近距離列車用として使用されている。下部ホームには売店があり、また、上部・下部ホームともスナック菓子や飲料の自動販売機が設置されている。

## 方面別行き先

### 東方面
- ハノーファー－ブラウンシュヴァイク行き
- ハノーファー－ヴォルフスブルク－ベルリン東駅行き
- ハノーファー－ヴォルフスブルク－ベルリン東駅－シュテッティン（ポーランド）行き国際列車

### 西方面
- ライネ行きや、ライネ経由バート・ベントハイム行きが頻発
- ライネ－バート・ベントハイム－スキポール（オランダ）行き国際列車

### 南方面
- ミュンスター行きやビーレフェルト行きが頻発
- ミュンスター－ドルトムント－ヴッパータール－ケルン－ボン－フランクフルト中央駅－ニュルンベルク－レーゲンスブルク－パッサウ行き（加えて、フランクフルト中央駅やニュルンベルク止まりの列車もある）
- ミュンスター－ドルトムント－デュッセルドルフ－ケルン－コブレンツ－マンハイム－ハイデルベルク－シュトゥットガルト行き（加えて、コブレンツ止まりの列車もある）
- ミュンスター－ドルトムント－デュッセルドルフ－ケルン－マンハイム－カールスルーエ－クール (グラウビュンデン州)（スイス）行き国際列車
- ミュンスター－ドルトムント－デュッセルドルフ－ケルン－マンハイム－カールスルーエ－バーデン＝バーデン－フライブルク－バーゼル（スイス）行き国際列車

### 北方面
- ブレーメン－ハンブルク・アルトナ駅行き（加えて、ブレーメン止まりの列車も多い）
- ブレーメン－ブレーマーハーフェン行き
- ブレーメン－ノイミュンスター－キール行き
- ブレーメン－ズィルト島行き
- ブレーメン－シュヴェリーン－ロストック－シュトラールズント－ビンツ（リューゲン島）行き
- ブレーメン－シュヴェリーン－ロストック－シュトラールズント－グライフスヴァルト行き
- オルデンブルク－ヴィルヘルムスハーフェン行き